# Uścisk dłoni
Uścisk dłoni (ang. A Hand Shake) – amerykański film niemy z 1892 roku w reżyserii William K.L. Dickson i William Heise